# Шахмандаров Артур Зіновійович
Арту́р Зіно́війович Шахманда́ров — старший солдат Збройних сил України.
В часі війни — у складі 92-ї бригади.
В січні 2015-го із бригадою прибув до Артемівська. 12 лютого підрозділ отримав наказ висунутися до села Логвинове для допомоги військовикам 79-ї бригади при зачистці населеного пункту. Екіпаж танка вибивав терористів із будинків, де вони засіли, втрати останніх були значними. Після того отримали наказ замаскуватися в лісосмузі за селом. При висуванні на позиції виявили 3 танки терористів, які рухалися від Вуглегірська. В ході бою один танк противника спалахнув. Старший солдат-механік танка Артур Шахмандаров почав відводити бойову машину заднім ходом, при цьому старший лейтенант Василь Божок вів вогонь по противнику. Терористи не спостерегли, звідки вівся вогонь та зосередили обстріл підбитого українського танка поблизу траси. Екіпаж сховав танк за двома підбитими БМП та продовжував обстріл терористів, було підбито другий танк, башта від вибуху відлетіла від корпусу. Маневруючи та ведучи обстріл, екіпаж продовжував бій, в цей час на підмогу терористам прибули 3 танки, проте вони не змогли виявити українську бойову машину. Перебуваючи у замаскуванні, екіпаж зумів підбити ще один танк терористів. Після використання майже всього боєкомплекту танк рушив до Луганського, взявши на броню трьох вояків 79-ї бригади.

## Нагороди
За особисту мужність і героїзм, виявлені у захисті державного суверенітету та територіальної цілісності України, вірність військовій присязі під час бойових дій та при виконанні службових обов'язків, відзначений — нагороджений
- 13 серпня 2015 року — орденом «За мужність» III ступеня.